# Vlag van Zamora

De Seña Bermeja, vlag van de provincie/stad Zamora.

De vlag van Zamora of Seña Bermeja bestaat uit negen banen, acht in rood, die overwinningen van Viriatus symboliseren, en een groene baan bovenaan, die aan Zamora werd toegekend door koning Ferdinand voor zijn bijdrage aan de Slag bij Toro in 1476.
Een veel voorkomende misvatting is dat de vlag "acht witte banen" heeft. Dit komt doordat de negen banen niet zijn doorgeknipt, waardoor het stuk stof overblijft zoals het uit de fabriek komt: met witte banen om ze van elkaar te scheiden. Dit betekent dat de acht rode en groene banen niet los worden gevlogen, maar samen, en dus onjuist.

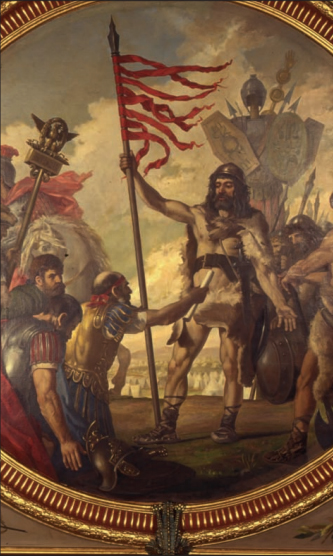
Viriatus met de vlag van Zamora.
Wapen van de stad Zamora.